# Leichtathletik-Weltmeisterschaften 1987/Speerwurf der Frauen

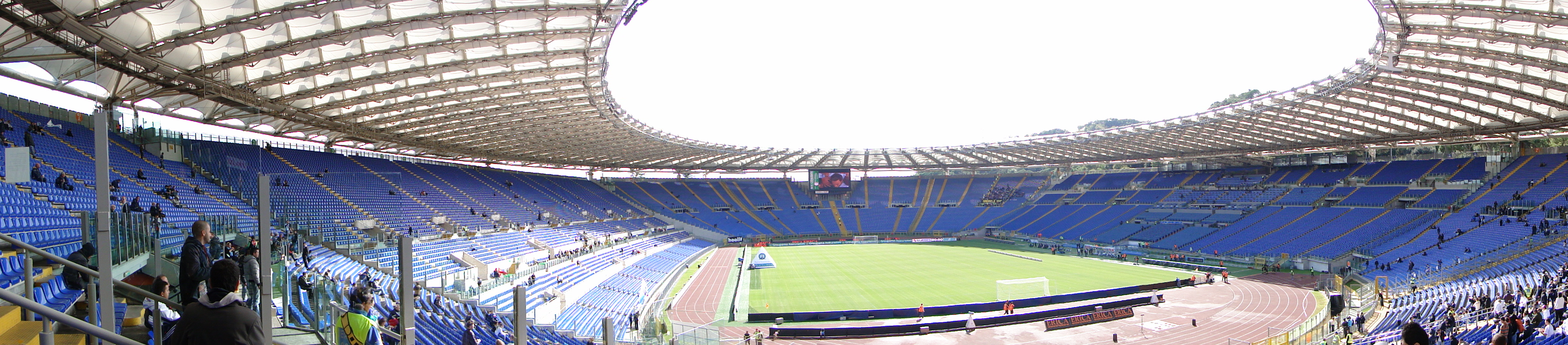
Das Olympiastadion in Rom

Der Speerwurf der Frauen bei den Leichtathletik-Weltmeisterschaften 1987 wurde am 5. und 6. September 1987 im Olympiastadion der italienischen Hauptstadt Rom ausgetragen.
Weltmeisterin wurde die britische Vizeweltmeisterin von 1983 und amtierende Europameisterin Fatima Whitbread. Sie gewann vor der Weltrekordinhaberin und Vizeeuropameisterin von 1986 Petra Felke, spätere Petra Meier, aus der DDR. Bronze ging an die bundesdeutsche Werferin Beate Peters.

## Rekorde

### Bestehende Rekorde
| Weltrekord               | 78,90 m | Petra Felke  | Leipzig, DDR (heute Deutschland) | 29. Juli 1987   |
| Weltmeisterschaftsrekord | 70,82 m | Tiina Lillak | WM 1983 in Helsinki, Finnland    | 31. August 1983 |

### Rekordverbesserung
Der bestehende WM-Rekord wurde bei diesen Weltmeisterschaften im Finale am 6. September dreimal verbessert:
- 71,76 m – Petra Felke (DDR), 2. Versuch
- 73,16 m – Fatima Whitbread (Großbritannien), 4. Versuch
- 76,64 m – Fatima Whitbread (Großbritannien), 5. Versuch

## Qualifikation
5. September 1987
31 Teilnehmerinnen traten in zwei Gruppen zur Qualifikationsrunde an. Die Qualifikationsweite für den direkten Finaleinzug betrug 64,00 m. Fünf Athletinnen übertrafen diese Marke (hellblau unterlegt). Das Finalfeld wurde mit den sieben nächstplatzierten Sportlerinnen auf zwölf Werferinnen aufgefüllt (hellgrün unterlegt). So mussten schließlich 60,78 m für die Finalteilnahme erbracht werden.

### Gruppe A
| Platz | Name                   | Nation              | Resultat (m) |
| 1     | Petra Felke            | DDR                 | 69,16        |
| 2     | Tessa Sanderson        | Großbritannien      | 66,46        |
| 3     | Beate Peters           | BR Deutschland      | 64,26        |
| 4     | Iryna Kostjutschenkowa | Sowjetunion         | 63,04        |
| 5     | Katalin Hartai         | Ungarn              | 62,68        |
| 6     | Natallja Jermalowitsch | Sowjetunion         | 60,78        |
| 7     | Anna Verouli           | Griechenland        | 60,60        |
| 8     | Zhou Yuanxiang         | Volksrepublik China | 59,46        |
| 9     | Elisabet Nagy          | Schweden            | 58,72        |
| 10    | María Caridad Colón    | Kuba                | 57,82        |
| 11    | Emi Matsui             | Japan               | 57,78        |
| 12    | Denise Thiémard        | Schweiz             | 56,34        |
| 13    | Sueli dos Santos       | Brasilien           | 55,48        |
| 14    | Marietta Riera         | Venezuela           | 53,38        |
| 15    | Lee Huei-Chen          | Chinesisch Taipeh   | 51,42        |
| 16    | Mereoni Vibose         | Fidschi             | 48,60        |

### Gruppe B
| Platz | Name                 | Nation              | Resultat (m) |
| 1     | Fatima Whitbread     | Großbritannien      | 67,00        |
| 2     | Ingrid Thyssen       | BR Deutschland      | 64,52        |
| 3     | Ivonne Leal          | Kuba                | 62,60        |
| 4     | Tiina Lillak         | Finnland            | 62,34        |
| 5     | Susanne Jung         | DDR                 | 62,26        |
| 6     | Manuela Alizadeh     | BR Deutschland      | 62,16        |
| 7     | Natallja Schykalenka | Sowjetunion         | 60,40        |
| 8     | Céline Chartrand     | Kanada              | 59,06        |
| 9     | Tuula Laaksalo       | Finnland            | 57,24        |
| 10    | Li Baolian           | Volksrepublik China | 55,96        |
| 11    | Trine Solberg        | Norwegen            | 55,30        |
| 12    | Cathie Wilson        | USA                 | 54,80        |
| 13    | Iris Grönfeldt       | Island              | 54,00        |
| 14    | Iammo Launa          | Papua-Neuguinea     | 42,70        |
| NM    | Laverne Eve          | Bahamas             | ogV          |

## Hinweis
Das Zeichen x zeigt einen ungültigen Versuch an.

## Finale
6. September 1987
| Platz | Name                   | Nation         | Resultat (m) | 1. Versuch (m)                                  | 2. Versuch (m)                                  | 3. Versuch (m)                                  | 4. Versuch (m)                              | 5. Versuch (m)                              | 6. Versuch (m)                              |
| 1     | Fatima Whitbread       | Großbritannien | 76,64 CR     | 61,80                                           | 69,02                                           | 71,34                                           | 73,16 CR                                    | 76,64 CR                                    | 72,14                                       |
| 2     | Petra Felke            | DDR            | 71,76        | 70,30                                           | 71,76 CR                                        | 66,84                                           | x                                           | 71,56                                       | x                                           |
| 3     | Beate Peters           | BR Deutschland | 68,82        | 68,82                                           | x                                               | 62,24                                           | 61,12                                       | 57,56                                       | x                                           |
| 4     | Tessa Sanderson        | Großbritannien | 67,54        | x                                               | 67,54                                           | 63,54                                           | 62,88                                       | 62,00                                       | 63,66                                       |
| 5     | Susanne Jung           | DDR            | 67,46        | 60,36                                           | x                                               | 67,46                                           | x                                           | 57,96                                       | x                                           |
| 6     | Tiina Lillak           | Finnland       | 66,82        | 56,56                                           | 66,82                                           | x                                               | 56,80                                       | 59,74                                       | x                                           |
| 7     | Natallja Jermalowitsch | Sowjetunion    | 65,52        | 60,14                                           | 65,52                                           | x                                               | x                                           | x                                           | x                                           |
| 8     | Ivonne Leal            | Kuba           | 64,90        | 61,86                                           | 64,90                                           | x                                               | x                                           | x                                           | 64,90                                       |
| 9     | Ingrid Thyssen         | BR Deutschland | 64,12        | Einzelversuche in den Quellen nicht aufgelistet | Einzelversuche in den Quellen nicht aufgelistet | Einzelversuche in den Quellen nicht aufgelistet | nicht im Finale der besten acht Werferinnen | nicht im Finale der besten acht Werferinnen | nicht im Finale der besten acht Werferinnen |
| 10    | Manuela Alizadeh       | BR Deutschland | 63,40        | Einzelversuche in den Quellen nicht aufgelistet | Einzelversuche in den Quellen nicht aufgelistet | Einzelversuche in den Quellen nicht aufgelistet | nicht im Finale der besten acht Werferinnen | nicht im Finale der besten acht Werferinnen | nicht im Finale der besten acht Werferinnen |
| 11    | Katalin Hartai         | Ungarn         | 60,88        | Einzelversuche in den Quellen nicht aufgelistet | Einzelversuche in den Quellen nicht aufgelistet | Einzelversuche in den Quellen nicht aufgelistet | nicht im Finale der besten acht Werferinnen | nicht im Finale der besten acht Werferinnen | nicht im Finale der besten acht Werferinnen |
| 12    | Iryna Kostjutschenkowa | Sowjetunion    | 60,60        | Einzelversuche in den Quellen nicht aufgelistet | Einzelversuche in den Quellen nicht aufgelistet | Einzelversuche in den Quellen nicht aufgelistet | nicht im Finale der besten acht Werferinnen | nicht im Finale der besten acht Werferinnen | nicht im Finale der besten acht Werferinnen |

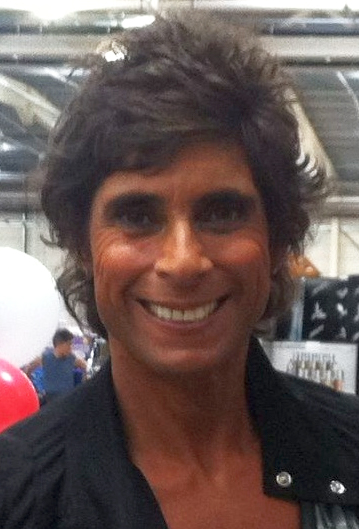
Nach Rang zwei vier Jahre zuvor gab es diesmal den WM-Titel für die amtierende Europameisterin Fatima Whitbread
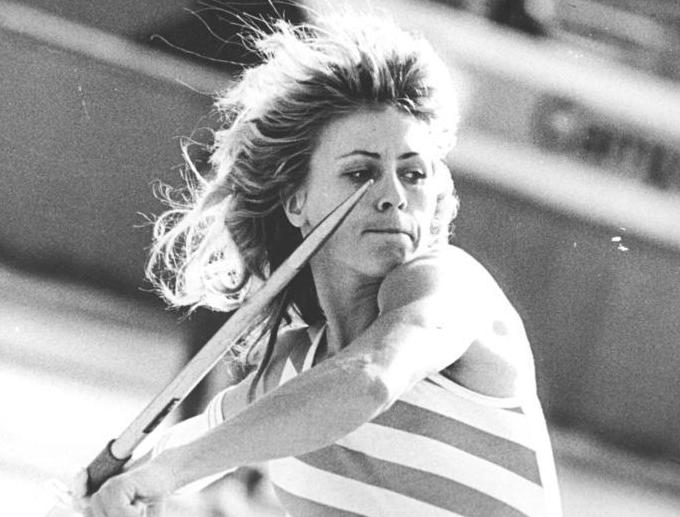
Vizeweltmeisterin wurde die Weltrekordinhaberin und Vizeeuropameisterin von 1986 Petra Felke, spätere Petra Meier
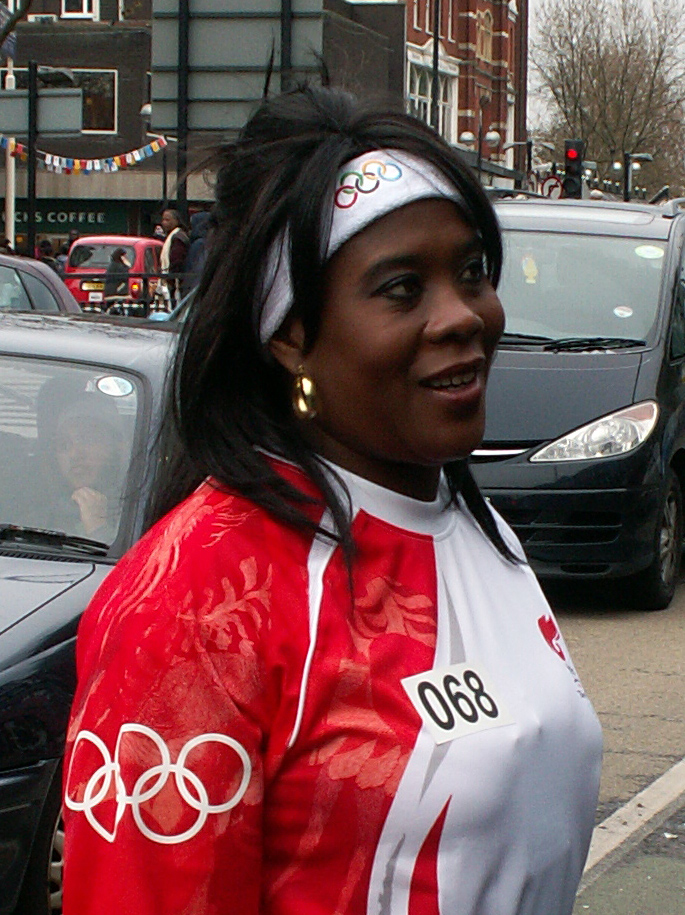
Tessa Sanderson, 1984 Olympiasiegerin, und 1978 Vizeeuropameisterin, belegte Rang vier
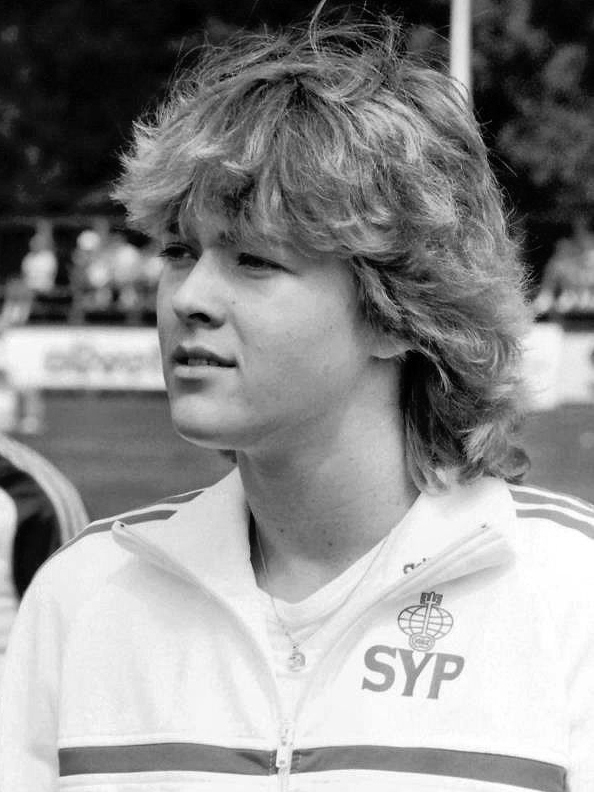
Die Titelverteidigerin und Olympiazweite von 1984 Tiina Lillak kam auf den sechsten Platz

## Video
- Fatima Whitbread 76.64 World Championships 1987 auf youtube.com, abgerufen am 9. April 2020